# Attentat du SuperFerry 14
 (août 2020).
Si vous disposez d'ouvrages ou d'articles de référence ou si vous connaissez des sites web de qualité traitant du thème abordé ici, merci de compléter l'article en donnant les références utiles à sa vérifiabilité et en les liant à la section « Notes et références ».
L'attentat du SuperFerry 14 est un attentat islamiste survenu le 27 février 2004 aux Philippines qui a entraîné le naufrage du ferry SuperFerry 14 et la mort de 116 personnes dans l'attaque terroriste la plus meurtrière des Philippines. Six enfants de moins de cinq ans et neuf enfants entre six et 16 ans font partie des morts ou des personnes portées disparues, dont six élèves d'une équipe de championnat envoyée par les écoles du nord de Mindanao pour concourir dans un concours de journalisme.

## Attaque
Dans la nuit du 27 février, le ferry de 10 192 tonnes a quitté Manille pour Cagayán de Oro en passant par Bacolod et Iloílo avec 899 passagers et membres d'équipage enregistrés à bord. Un poste de télévision contenant une bombe remplie de 3,6 kilogrammes de TNT avait été placé à bord dans les ponts inférieurs plus encombrés.
Une heure après sa navigation de 23 heures, juste à côté d'El Fraile ou de l'île de Corregidor, une explosion a déchiré le navire, provoquant un incendie qui a englouti le navire et causé la mort confirmée de 63 personnes tandis que 53 autres ont été enregistrés comme disparues et présumées mortes. Le capitaine Ceferino Manzo a donné l'ordre d'abandonner le navire vers 1 h 30 du matin. Lorsque le feu s'est propagé à travers le navire, la plupart des survivants ont sauté dans la mer ou sont montés à bord des bateaux de sauvetage et, le 29 février, les fonctionnaires avaient rendu compte de 565 des 744 passagers enregistrés et tous sauf deux des 155 membres d'équipage.
Dans les jours qui suivront l'explosion, la récupération des morts et des disparus, calculée à 180 environ le 29 février, était lente. Les responsables ont déclaré que les disparus pourraient avoir été piégés à l'intérieur du ferry en flammes, se sont noyés dans la baie de Manille et que d'autres ont peut-être été récupérés par des bateaux de pêche. La récupération des corps prendrait plusieurs mois, avec seulement quatre corps récupérés par les plongeurs de la garde côtière du ferry à moitié submergé dans la première semaine, bien qu’il ait été remorqué vers les eaux moins profondes près de la ville de Mariveles, à l'ouest de Manille. Au moins 12 autres corps, certains présentant des blessures par explosion, ont été récupérés par des plongeurs durant les jours suivants jusqu'au 7 mars. Finalement, 63 corps ont été retrouvés tandis que 53 autres sont restaient portés disparus, présumés morts.

## Enquête
Malgré les affirmations de divers groupes terroristes, l'explosion a été initialement considérée comme un accident, causé par une explosion de gaz, et le sabotage a été initialement exclu.
Cependant, à l'audience de la commission d'enquête maritime à la fin de mars 2004, un superviseur de la sécurité du propriétaire du navire, WG&A (en), a déclaré qu'environ 150 survivants lui avaient dit qu'une explosion s'était produite dans la section touristique autour de la zone générale de la couchette 51. Le capitaine du traversier, Ceferino Manzo, a témoigné à la même audience que toute la section touristique était engloutie dans «une épaisse fumée noire [qui] sentait la poudre à canon». Après que les plongeurs aient redressé le traversier, cinq mois après son naufrage, ils ont trouvé des preuves de l'explosion d'une bombe. Un homme du nom de Redondo Cain Dellosa, membre du mouvement Rajah Sulaiman (en), a avoué avoir posé une bombe, déclenchée par un chronomètre à bord du groupe Abou Sayyaf. Il a obtenu un billet sur le ferry pour la couchette 51B, où la bombe a été placée, et a débarqué avant le départ du navire.
La présidente Gloria Macapagal-Arroyo a annoncé le 11 octobre 2004 que les enquêteurs avaient conclu que l'explosion avait été causée par une bombe. Elle a déclaré que six suspects avaient été arrêtés en lien avec l'attentat à la bombe et que les cerveaux, Khadaffy Abubakar Janjalani et Abu Sulaiman, étaient toujours en liberté. On croyait qu'Abou Sayyaf avait bombardé le Superferry 14 parce que la société qui était propriétaire, WG&A, n'avait pas respecté une lettre demandant un million de dollars en argent de protection[pas clair].

## Conséquences
Ruben Omar Pestano Lavilla Jr., un terroriste répertorié du département d'État américain et fondateur du groupe terroriste philippin mouvement Rajah Sulaiman, a été arrêté au Bahreïn le 24 juillet 2008. Le président du Conseil antiterroriste, Eduardo Ermita (en), a annoncé que Lavilla, le cerveau présumé de l'attentat du Superferry 14, a été expulsé du Bahreïn aux Philippines le 30 août. Inclus dans la liste sanctionnée[pas clair] du Conseil de sécurité des Nations unies, le chef du mouvement Rajah Sulaiman est également impliqué dans les attentats du 14 février 2005 à Glorietta (en), et a une affaire de meurtre en instance devant la ville de Makati.